# 君は僕に似ている
「君は僕に似ている」（きみはぼくににている）は、日本の音楽ユニット・See-Sawが11枚目にリリースしたシングルである。

## 解説
前作「君がいた物語／Emerald Green」から約2年半ぶりとなるシングル。前々作「あんなに一緒だったのに」に続いて、ガンダムシリーズのエンディングテーマに起用された。
オリコン週間シングルチャートでは「あんなに一緒だったのに」を上回り、歴代最高となる最高順位4位を記録した。
本作リリース後See-Sawのメンバーは再びソロ活動に移行しており、2024年に次回作「去り際のロマンティクス」がリリースされるまで19年の歳月を要した。

## 収録曲
全曲　作詞：石川智晶、作曲・編曲：梶浦由記
1. 君は僕に似ている
  - 毎日放送・TBS系アニメ『機動戦士ガンダムSEED DESTINY』PHASE-38〜50、FINAL PLUSエンディングテーマ。
  - PVには、ブレイク前の仲里依紗が出演している（その画像を使用したテレビ・スポットにも結果として出演した）。
2. 静寂はヘッドフォンの中

## 収録アルバム
- 2020年6月発売の『See-Saw-Scene』（ベストアルバム）まで、See-Saw名義のアルバムで本作の楽曲を収録しているものはなかった（本作以降にアルバムがリリースされないまま活動休止となったため）。
- 「君は僕に似ている」は、タイアップ作品である『機動戦士ガンダムSEED DESTINY』のテーマソング集『機動戦士ガンダムSEED DESTINY COMPLETE BEST』等に収録されている。
- CD『クライマックス アニメ・ヒッツ』(2013年12月発売)に収録されている。